# Соснівка (Кременецький район)
Сосні́́вка  — село в Україні, у Шумській міській громаді Кременецького району Тернопільської області. Розташоване на берегах р. Корчівка (ліва притока річки Вілія), на сході району. У зв'язку з переселенням жителів із облікових даних виведені хутори Борківський (Варшавка), Дубина, Забірник, Надстав та Шопинки. У селі 148 дворів.
Населення — 449 особа (2016)

## Історія
Поблизу села виявлено археологічні пам'ятки пізнього палеоліту та трипільської культури. Підйомний матеріал (уламки кераміки, глиняна жіноча статуетка), зібраний у 1930-х роках О. Цинкаловським, не зберігся.
Перша писемна згадка про Соснівку — 1545 рік. Назва села походить від місця розташування поселення – у сосновому лісі. 
Відомо, що в ХІХ ст. селом володіли Собещанські та Островські. Вони мали відповідно 141 та 235 десятин землі. Наприкінці ХІХ ст. у селі було 60 дворів, 468 жителів. Діяли філії «Просвіти» та інших товариств.
1 жовтня 1933 року утворено ґміну Угорськ Кременецького повіту і село включено до неї.
У національно-визвольній боротьбі ОУН і УПА брали участь: Федір Бойчук, Іван Вишиванюк, Уляна Данилюк, Олександр та Олексій Дери, Петро та Раїса Коновалюки, Яків Іванюк, Марія Клим’юк, Іван Литвененко, Віра Мельник, Володимир Морозюк, Олекса Павленко, Євгенія Поліщук, Марія Савчук, Ніна Форсевич, Тетяна Фурдик,Віра Шліхта та інші місцеві жителі.
За радянської влади репресовано 9 сільських родин. Із мобілізованих на фронт у ІІ Світовій війні загинуло 11 чоловік, 27 пропало безвісти.
Після весни 1944 року Соснівка стала центром сільської ради Шумського району. 1949 року примусово створено перший колгосп, він 20 років функціонував самостійно, а згодом із колгоспом с. Бірки утворив одне колективне господарство, до якого згодом на кілька років увійшов колгосп с. Людвище. Потім діяло ПАП «Мрія». Нині земельні паї селян орендує ТзОВ «Аграрія».
12 червня 2020 року, відповідно до розпорядження Кабінету Міністрів України № 724-р «Про визначення адміністративних центрів та затвердження територій територіальних громад Тернопільської області» село увійшло до складу Шумської міської громади.
19 липня 2020 року, в результаті адміністративно-територіальної реформи та ліквідації Шумського району, село увійшло до складу Кременецького району.

## Населення

### Мова
Розподіл населення за рідною мовою за даними перепису 2001 року:
| Мова       | Кількість | Відсоток |
| ---------- | --------- | -------- |
| українська | 539       | 99.81%   |
| російська  | 1         | 0.19%    |
| Усього     | 540       | 100%     |

## Пам'ятки
Споруджено пам'ятник воїнам-односельцям, полеглим у німецько-радянській війні (1958), насипано братську могилу воїнів Червоної армії (1967).

## Транспорт
Поблизу села проходить автошлях Р26.

## Соціальна сфера
Працюють Соснівська ЗОШ І ст., клуб, бібліотека, ФАП, торговий заклад.

## Відомі люди
- Поліщук Катерина Олександрівна (Пташка, нар. 2001) — українська поетка, акторка, парамедик-доброволець Національної гвардії України, учасниця оборони Маріуполя, захисниця «Азовсталі».

## Галерея

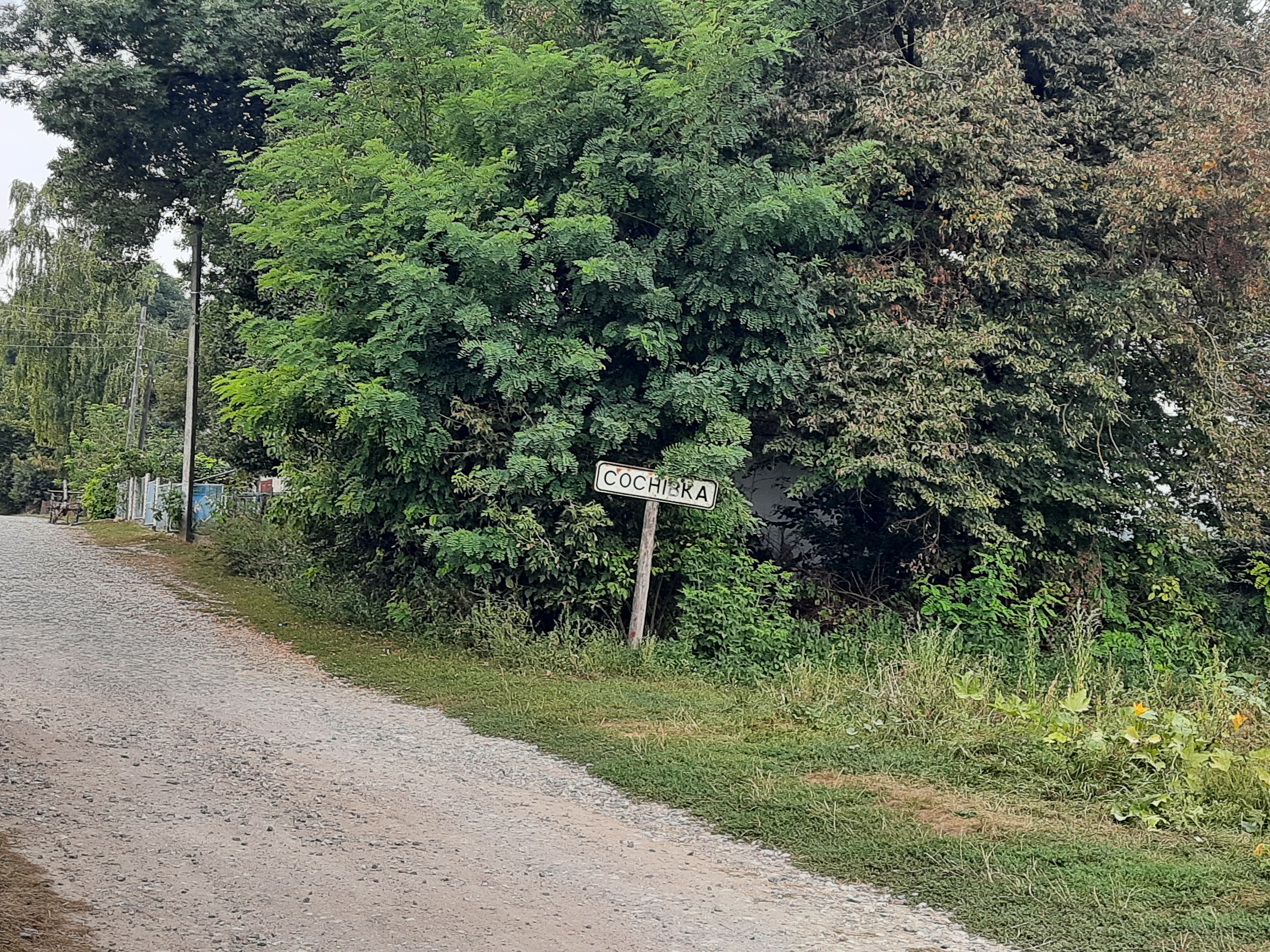
Дорожній знак при в'їзді в село
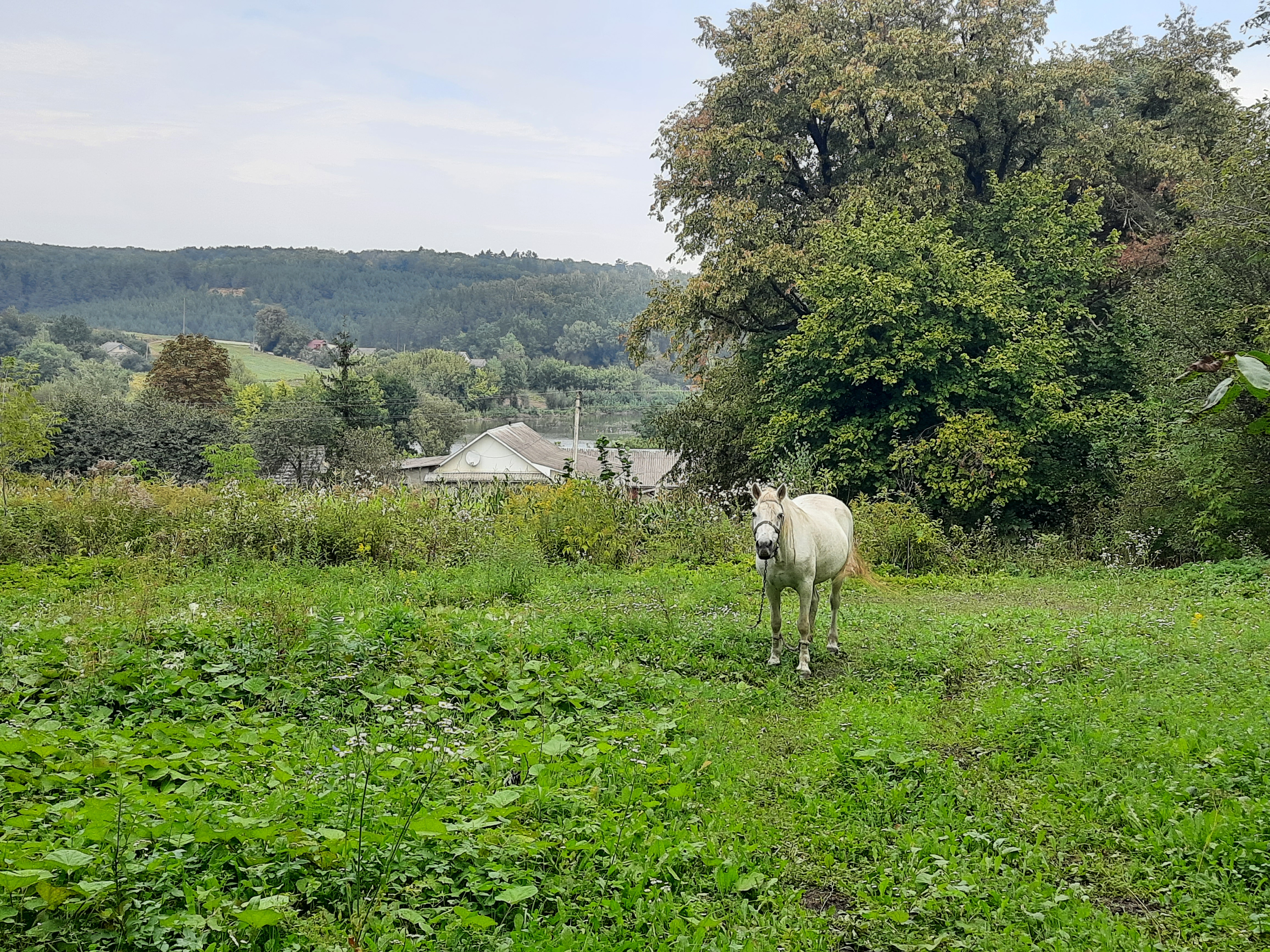
Сільський краєвид
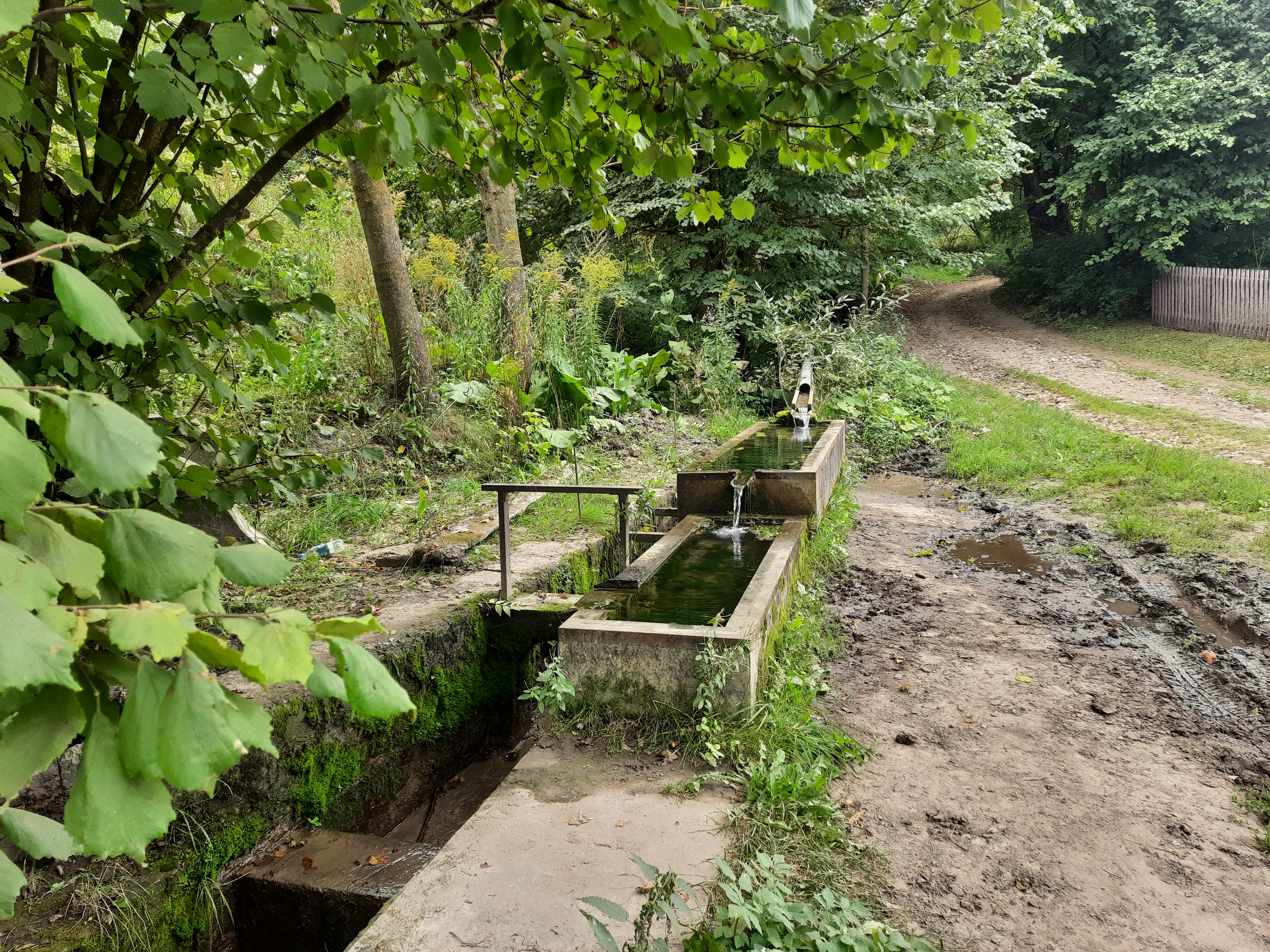
Сільська вулиця
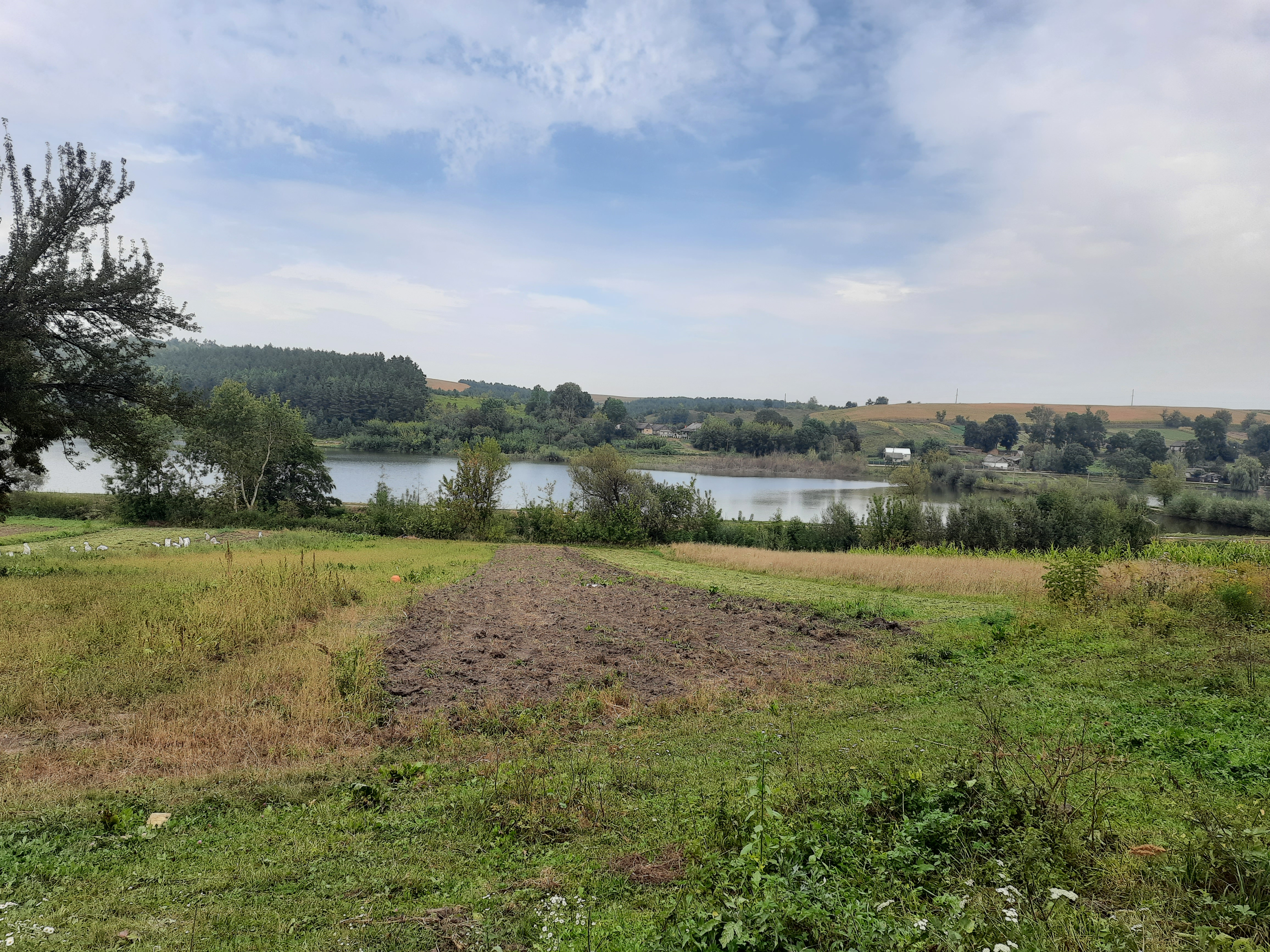
Сільський краєвид